# 福山市立松永中学校
福山市立松永中学校（ふくやましりつまつながちゅうがっこう）は広島県福山市松永町二丁目にある男女共学の公立中学校。

## 沿革
- 1947年4月1日 - 新学制施行に伴い松永町立松永中学校として発足する。
- 1949年4月1日 - 自治体財政困窮などの事情から東隣の沼隈郡柳津村にあった柳津村立柳津中学校を統合し、松永町柳津村学校組合立松永中学校と改称する。柳津中学校は柳津分校として存続する。
- 1954年3月31日 - 沼隈郡松永町及び神（か）・金江・東・藤江・本郷・柳津各村が統合して松永市が発足したことに伴い松永市立松永中学校と改称する。
- 1957年4月1日 - 柳津分校を廃止する。
- 1966年5月1日 - 福山・松永両市が統合して改めて福山市が発足したことに伴い福山市立松永中学校と改称する。
- 1998年11月30日 - 住居表示実施により所在地表示が変更される（福山市松永町49-1→福山市松永町二丁目24-16）。
- 2015年 - 各教室に扇風機設置。

## 校名の由来
- 学校のある場所から。

## 概要
- 旧松永市の中心部を中心とした地域を学区とする中学校。
- かつては塩田地帯だったが、塩田が国策により廃止されてからは都市化や宅地開発、道路整備が進んでいる。

## 学区
- 特別の事情がない限り福山市立松永・柳津両小学校の児童全員と福山市立今津小学校の児童の一部が進学することになっている。ほとんどが松永小学校の生徒でその他の学区からはほとんど来ない各小学校の学区は以下の通りである。

福山市立今津小学校区
- 高西町
- 南今津町の一部

福山市立松永小学校区
- 今津町四丁目の一部
- 今津町五丁目7番街区
- 神村町（かむらちょう）の一部
- 松永町（一・五丁目の各一部を除く）
- 南松永町
- 柳津町の一部

福山市立柳津小学校区
- 松永町五丁目の一部
- 柳津町（住居表示未実施地域の一部を除く）

## 学区の地理

### 主要施設
- JR山陽本線松永駅
- 福山市西部市民センター
- 福山市松永図書館
- 福山地区消防組合西消防署

### 名所・旧跡・観光地
- 日本はきもの博物館・日本郷土玩具博物館

### 教育機関（小学校以上）
- 福山市立松永小学校
- 福山市立柳津小学校

## アクセス
- 最寄の鉄道駅はJR山陽本線松永駅である。駅より徒歩にて20分程。
- バスについてはトモテツバス松永中学校前バス停が最寄になるが、本数は一時間に1回が平均的で少ない。